# Пангерей, Мукагали Сегизулы
Мукагали Сегизулы Пангерей (каз. Мұқағали Сегізұлы Паңгерей; род. 8 февраля 2004, Атырау) — казахстанский футболист, нападающий клуба «Акжайык».

## Клубная карьера
Воспитанник атырауского футбола. Футбольную карьеру начинал в 2021 году в составе клуба «Атырау». 16 июля 2021 года в матче против клуба «Тобол» Костанай дебютировал в кубке Казахстана (0:2), выйдя на замену на 92-й минуте вместо Алекса Бруно. 18 сентября 2021 года в матче против клуба «Каспий» дебютировал в казахстанской Премьер-лиге.

## Карьера в сборной
6 октября 2021 года дебютировал за сборную Казахстана до 19 лет в матче против сборной Чехии до 19 лет (0:3), выйдя на замену на 89-й минуте вместо Вадима Яковлева.

## Клубная статистика
| Игровая карьера | Игровая карьера | Игровая карьера | Лига | Лига | Кубок | Кубок | Межд. | Межд. | Др. | Др. |
| --------------- | --------------- | --------------- | ---- | ---- | ----- | ----- | ----- | ----- | --- | --- |
| 2021            | Атырау          | А               | 4    | 0    | 1     | 0     | —     | —     | —   | —   |
| 2021            | Атырау М        | В               | 16   | 8    | —     | —     | —     | —     | —   | —   |
| 2022            | Атырау          | А               | 1    | 0    | —     | —     | —     | —     | —   | —   |